# Брестский монетный двор
Брестский монетный двор ― один из двух центров выпуска металлических денег в Великом княжестве Литовском.

## История создания монетного двора

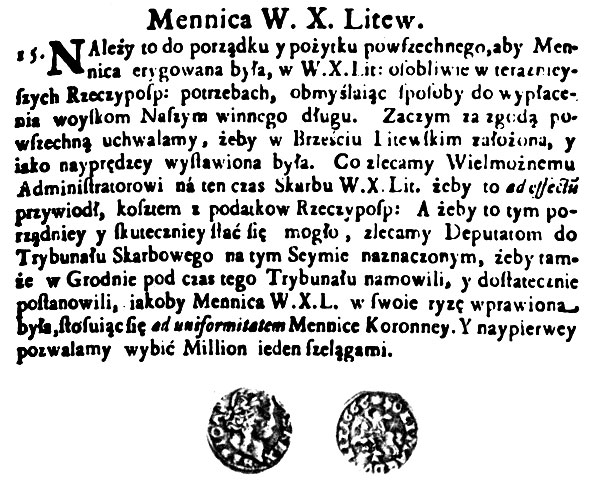
Постановление сейма (1659) об открытии монетного двора по «Volumina Legum» («Prawa, konstytucye y przywileie Królestwa Polskiego, y Wielkiego Xięstwa Litewskiego, y wszystkich prowincyi należących na wylnych seymach koronnach od seymu Wiślickiego roku pańskiego 1347 aż do ostatniego seymu uchwalone»)

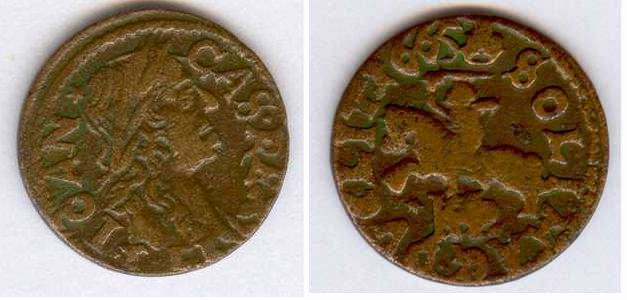
Литовский солид монетного двора 1665 года, Вильня

Доход казны Речи Посполитой к 1658 году составил 12 млн злотых, в то же время долг только литовскому войску выражался в 4 млн злотых. Войско требовало уплаты и составило конфедерацию. Ситуацию спас королевский секретарь, итальянец по происхождению — Тит Ливий Боратини. Он предложил ввести универсальную единицу измерения «всеобщий метр». Также Боратини предложил ввести кредитные деньги. Он предложил начать чеканку новой монеты с курсом обращения в треть серебряного гроша. 22 марта 1659 года сейм принял решение о выпуске медной разменной монеты номиналом солид.
Сейм 1659 года принял решение о создании Брестского монетного двора для выпуска неполноценных медных солидов «Да будет ведомо всем, что Менница будет установлена в Великом Княжестве Литовском на нынешние Речи Посполитой потребы выплаты войскам нашим долга. Посему, со всеобщего согласия сейм постановляет, дабы в Бресте Литовском заложена и успешно установлена была». Тит Ливий Боратини заключил контракт на выпуск 180 миллионов солидов. Для этих целей в течение 1660—1666 были открыты монетные дворы в Уяздове, Оливе, Вильно, Ковно и в Мальборке. За этот период было выпущено 900 миллионов солидов.
Сейм Речи Посполитой определил объём выпусков солидов по 1 млн злотых для Королевства Польского и Великого княжества Литовского. Фактически их эмиссия была превышена по сравнению с планированной более чем в 10 раз, что отрицательно влияло на финансы Речи Посполитой. В 1664―1666 Брестский монетный двор бил медные солиды: на аверсе изображали портрет короля Яна II Казимира, под ним — монограмма TBL. на реверсе — герб Великого княжества Литовского ― «Погоней». Всего Брестским монетным двором до января 1666, когда он закончил работу, было выпущено 240 680 150 медных солидов на сумму 2 674 268 злотых и 10 грошей.
По имени арендатора монетного двора Тита Ливия Боратини медные солиды Яна Казимира 1659—1666 гг. коллекционеры XIX в. прозвали боратинками.